# Mino (rapper)
Mino, pseudonimo di Song Min-ho (송민호?, 宋旻浩?, Song Min-hoLR, Song MinhoMR; Yongin, 30 marzo 1992), è un rapper, cantautore, produttore discografico e modello sudcoreano, membro del gruppo musicale Winner sotto contratto con la YG Entertainment.
Insieme a Bobby degli iKON fa parte del duo hip hop MOBB, che ha pubblicato il primo EP The Mobb nel settembre 2016.

## Biografia
È nato a Yongin, provincia di Gyeonggi, Corea del Sud, e ha una sorella più giovane che si chiama Dan-ah. Si è diplomato alla Hanlim Arts High School nel 2011 e ha fatto parte della scena rapper underground sotto il nome di  "Mino" o "Hugeboy Mino", collaborando con altri rapper come Zico, Kyung e P.O dei Block B, Hanhae dei Phantom, Taewoon degli SPEED e SIMS dei M.I.B.

### 2011-2012: BoM e il debutto come attore
Ha debuttato nel 2011 come rapper nel gruppo BoM sotto la Y2Y Contents Company. Il gruppo si sciolse due anni dopo e Mino fece la sua prima apparizione come attore nel marzo 2012 nel drama The Strongest K-POP Survival, trasmesso su Channel A.

### 2013-2014: debutto con i Winner
Nel 2013, entra alla YG Entertainment tramite provino e partecipa al talent show WIN: Who Is Next nel "Team A". Inizialmente lui era il leader ma per via di una frattura causata durante lo show, fu rimpiazzato come leader da Kang Seung-yoon.
Durante la puntata finale, il 25 ottobre 2013, il Team A venne annunciato come vincitore della competizione, debuttando quindi con il nome di Winner il 21 agosto 2014 con l'album 2014 S/S, esibendosi per la prima volta a Inkigayo il 17 agosto.
Nell'ottobre 2014, Mino collabora con gli Epik High per il singolo "Born Hater" con Beenzino, Verbal Jint, B.I, e Bobby. Nel dicembre 2014, collabora con Nichkhun dei 2PM, Jung Yong-hwa dei CNBLUE, L degli infinite e Baro dei B1A4 alla performance di fine anno degli SBS Gayo Daejeon.

### 2015-2017: Show Me The Money, Mobb e New Journey To The West
Nell'aprile 2015, appare nel programma di competizione rap Show Me The Money 4 di Mnet. Gareggia nel team di Zico e Paloalto, finendo al secondo posto. Durante il programma, pubblica diverse canzoni: "Fear", "Turtle Ship", "Moneyflow", "Okey Dokey" e "Victim + Poppin' Bottles". Il singolo "Fear", una collaborazione con uno dei suoi compagni della stessa etichetta Taeyang dei BIGBANG, ha raggiunto il primo posto nelle 8 principali classifiche coreane.
Nel settembre del 2016, Mino rilascia il singolo Hip-Hop "Body" grazie alla sua collaborazione con Bobby degli Ikon, formando il gruppo MOBB, insieme al quale pubblica l'EP The Mobb, con i singoli "Full House" e "Hit Me", il 9 settembre.
Nel gennaio 2017, entra nel variety show New Journey to the West come uno dei principali membri del cast, partecipando dalla terza stagione dello show.

### 2018-presente: Burning Planet e debutto da solista
Nel luglio del 2018, Mino collaborò con Seungri dei Big Bang, compagno di etichetta, nella canzone "Where R U From", incluso nell'album The Great Seungri. Il video della canzone venne pubblicato successivamente, il 27 luglio.
Prima del suo debutto da solista, Mino realizza una mostra d’arte in ottobre, chiamata Burning Planet, in collaborazione con Gentle Monster: celebrità come l’attore Lee Dong-hwi, P.O (dei Block B), Li Yi Feng e molte altre celebrità vi fecero visita. La mostra dura circa un mese. Più tardi Hypebeast loda la mostra attribuendole un significato profondo e simbolico, come una rappresentazione perfetta di come la vita “bruci” l’essere umano, toccando aspetti che la società fa spegnere e/o nasconde.
Il 26 novembre 2018 pubblica il suo primo album da solista intitolato XX, raggiungendo la vetta di molte classifiche coreane con la title track Fiancé.
Mino descrive la canzone come una fusione di trot e hip hop: nella canzone sono presenti pezzi tratti dalla canzone trot coreana "소양강 처녀" ("Soyanggang Maiden") del 1969.
Subito dopo il rilascio la canzone è salita al numero uno di sei classifiche coreane, come Melon, Genie e Mnet. Rimane numero uno per 12 giorni nella classifica di Melon, la più importante piattaforma di streaming in Sud Corea. La sua prima apparizione negli show musicali fu allo MBC Show! Music Core il primo dicembre. La sua prima vittoria in un music show è stata allo M Countdown (Mnet) il 6 dicembre, diventando il solista più veloce a vincere un premio dopo il debutto avvenuto solo 5 giorni prima, record che detiene assieme al suo gruppo Winner per aver vinto un award dopo 5 giorni dal debutto con la canzone Empty.

## Discografia

### Album in studio
- 2018 – XX
- 2020 – Take
- 2021 – "To Infinity."

### Singoli
- 2014 – I'm Him
- 2016 – Body
- 2018 – Fiancé

### Collaborazioni
- 2014 – Born Hater (Epik High feat. Beenzino, Verbal Jint, B.I, Mino, Bobby)
- 2015 – Turtle Ship (Mino feat. Ja Mezz, AndUp & Paloalto)
- 2015 – Money Flow (Mino feat. Zico & Paloalto)
- 2015 – Fear (Mino feat. Taeyang)
- 2016 – World Tour (Lee Hi feat. Mino)
- 2016 – Okey Dokey (Mino feat. Zico)
- 2016 – Pricked (Mino feat. Nam Tae-hyun)
- 2016 – "Machine Gun" (Zion.T con Kush feat. Mino)
- 2016 – Wild Boy (Mino feat. Yoon Jong-shin con Seungyoon)
- 2016 – Don't Call Me Mama (Mino feat. Moon Hee-kyung)
- 2016 – Shoot (Mino feat. Haha)
- 2017 – StrOngerrr (Code Kunst feat. Mino & Loco)
- 2017 – UP (Bobby feat. Mino)
- 2017 – No Thanxxx (Epik High feat. Simon Dominic, Mino & The Quiett)
- 2018 – Alchemy (Ja Mezz feat. Dok2 & Mino)
- 2018 – Where R U From (Seungri feat. Mino)
- 2019 – Hooligan (Jiwon feat. Mino)
- 2019 – Tony Lip (P.O feat. Mino)
- 2019 – Call Anytime (Jinu ft. Mino)

### Colonne sonore
- 2017 – The Door (Mino feat. Kang Seung-yoon, Seulgiroun gamppangsaenghwal OST)

## Filmografia

### Cinema
- Seoul Vibe - L'ultimo inseguimento, regia di Moon Hyun-sung (2022)